# Football League Cup 1960-1961
La English Football League Cup 1960-1961 è stata la 1ª edizione del terzo torneo calcistico più importante del calcio inglese. La manifestazione, ebbe inizio il 26 settembre 1960 e si concluse il 5 settembre 1961.
Il torneo fu vinto dall'Aston Villa, che nella doppia finale ebbe la meglio sul Rotherham United, club di Second Division, con il punteggio complessivo di 3–2.

## Formula
La Football League Cup era riservata alle 92 squadre della Football League. Il torneo era composto da scontri ad eliminazione diretta fino ai quarti di finale, le semifinali e la finale prevedevano invece due match, dove la squadra con il miglior risultato combinato accedeva all'atto conclusivo. Se uno scontro terminava in parità, la sfida veniva ripetuta a campi invertiti fino a quando una delle due contendenti non otteneva la vittoria, mentre in finale, se l'aggregato delle due gare risultava pari, si rigiocava in campo neutro finché non c'era una vincitrice. In caso di pareggio, anche nel replay, si faceva ricorso ai tempi supplementari.
|                              | Squadre che entrano in questo turno | Squadre qualificate dal turno precedente    |
| ---------------------------- | --- | ------------------------------------------- |
| Primo turno (46 squadre)     | - 17 squadre dalla Fourth Division - 8 squadre dalla Third Division - 10 squadra dalla Second Division - 11 squadre dalla First Division |                                             |
| Secondo turno (64 squadre)   | - 7 squadre dalla Fourth Division - 16 squadre dalla Third Division - 12 squadre dalla Second Division - 6 squadre dalla First Division  | - 23 squadre vincitrici del primo turno     |
| Terzo turno (32 squadre)     | | - 32 squadre vincitrici del secondo turno   |
| Quarto turno (16 squadre)    | | - 16 squadre vincitrici del terzo turno     |
| Quarti di finale (8 squadre) | | - 8 squadre vincitrici del quarto turno     |
| Semifinali (4 squadre)       | | - 4 squadre vincitrici dei quarti di finale |
| Finale (2 squadre)           | | - 2 squadre vincitrici delle semifinali     |

## Primo turno
| Squadra 1         | Risultato | Squadra 2          |
| ----------------- | --------- | ------------------ |
| 26 settembre 1960 |           |                    |
| Bristol Rovers    | 2 - 1     | Fulham             |
| West Ham Utd      | 3 - 1     | Charlton           |
| 3 ottobre 1960    |           |                    |
| Middlesbrough     | 3 - 4     | Cardiff City       |
| 10 ottobre 1960   |           |                    |
| Colchester Utd    | 4 - 1     | Newcastle Utd      |
| Coventry City     | 4 - 2     | Barrow             |
| Hull City         | 0 - 0     | Bolton             |
| Millwall          | 1 - 7     | Chelsea            |
| Newport County    | 2 - 2     | Southampton        |
| Rochdale          | 1 - 1     | Scunthorpe Utd     |
| Stockport County  | 2 - 0     | Carlisle Utd       |
| York City         | 1 - 3     | Blackburn          |
| 11 ottobre 1960   |           |                    |
| Ipswich Town      | 0 - 2     | Barnsley           |
| Oldham Athletic   | 2 - 1     | Hartlepool Utd     |
| Preston N.E.      | 4 - 1     | Peterborough Utd   |
| Watford           | 2 - 5     | Derby County       |
| 12 ottobre 1960   |           |                    |
| Chester City      | 2 - 2     | Leyton Orient      |
| Darlington        | 2 - 0     | Crystal Palace     |
| Everton           | 3 - 1     | Accrington Stanley |
| Leicester City    | 4 - 0     | Mansfield Town     |
| Lincoln City      | 2 - 2     | Bradford PA        |
| Plymouth          | 2 - 0     | Southport          |
| 17 ottobre 1960   |           |                    |
| QPR               | 2 - 2     | Port Vale          |
| 19 ottobre 1960   |           |                    |
| Exeter City       | 1 - 1     | Manchester Utd     |

### Replay
| Squadra 1       | Risultato   | Squadra 2      |
| --------------- | ----------- | -------------- |
| 17 ottobre 1960 |             |                |
| Leyton Orient   | 1 - 0       | Chester City   |
| Southampton     | 2 - 2 (dts) | Newport County |
| 19 ottobre 1960 |             |                |
| Bolton          | 5 - 1       | Hull City      |
| Bradford PA     | 1 - 0       | Lincoln City   |
| Port Vale       | 3 - 1 (dts) | QPR            |
| 20 ottobre 1960 |             |                |
| Scunthorpe Utd  | 0 - 1       | Rochdale       |
| 26 ottobre 1960 |             |                |
| Manchester Utd  | 4 - 1       | Exeter City    |

### Secondo replay
| Squadra 1       | Risultato | Squadra 2      |
| --------------- | --------- | -------------- |
| 26 ottobre 1960 |           |                |
| Southampton     | 5 - 3     | Newport County |

## Secondo turno
| Squadra 1         | Risultato | Squadra 2         |
| ----------------- | --------- | ----------------- |
| 28 settembre 1960 |           |                   |
| Leeds Utd         | 0 - 0     | Blackpool         |
| 6 ottobre 1960    |           |                   |
| Nottingham Forest | 2 - 0     | Halifax Town      |
| 10 ottobre 1960   |           |                   |
| Aldershot         | 1 - 1     | Bristol City      |
| 11 ottobre 1960   |           |                   |
| Bury              | 2 - 1     | Sheffield Utd     |
| 12 ottobre 1960   |           |                   |
| Aston Villa       | 4 - 1     | Huddersfield Town |
| Bournemouth       | 1 - 1     | Crewe Alexandra   |
| Reading           | 3 - 5     | Bristol Rovers    |
| Swindon Town      | 1 - 1     | Shrewsbury Town   |
| 18 ottobre 1960   |           |                   |
| Doncaster         | 3 - 1     | Stoke City        |
| Manchester City   | 3 - 0     | Stockport County  |
| Northampton Town  | 1 - 1     | Wrexham           |
| Swansea Town      | 1 - 2     | Blackburn         |
| 19 ottobre 1960   |           |                   |
| Derby County      | 3 - 0     | Barnsley          |
| Gillingham        | 1 - 1     | Preston N.E.      |
| Liverpool         | 1 - 1     | Luton Town        |
| 20 ottobre 1960   |           |                   |
| Notts County      | 1 - 3     | Brighton          |
| 24 ottobre 1960   |           |                   |
| Cardiff City      | 0 - 4     | Burnley           |
| Chelsea           | 4 - 2     | Workington        |
| Darlington        | 3 - 2     | West Ham Utd      |
| Port Vale         | 0 - 2     | Tranmere          |
| 25 ottobre 1960   |           |                   |
| Brentford         | 4 - 3     | Sunderland        |
| Rochdale          | 5 - 2     | Southend Utd      |
| 26 ottobre 1960   |           |                   |
| Bolton            | 6 - 2     | Grimsby Town      |
| Leicester City    | 1 - 2     | Rotherham Utd     |
| Norwich City      | 6 - 2     | Oldham Athletic   |
| 31 ottobre 1960   |           |                   |
| Bradford PA       | 0 - 1     | Birmingham City   |
| Colchester Utd    | 0 - 2     | Southampton       |
| Everton           | 3 - 1     | Walsall           |
| 2 novembre 1960   |           |                   |
| Bradford City     | 2 - 1     | Manchester Utd    |
| Plymouth          | 1 - 1     | Torquay Utd       |
| Portsmouth        | 2 - 0     | Coventry City     |
| 14 novembre 1960  |           |                   |
| Leyton Orient     | 0 - 1     | Chesterfield      |

### Replay
| Squadra 1       | Risultato | Squadra 2        |
| --------------- | --------- | ---------------- |
| 5 ottobre 1960  |           |                  |
| Blackpool       | 1 - 3     | Leeds Utd        |
| 19 ottobre 1960 |           |                  |
| Crewe Alexandra | 2 - 0     | Bournemouth      |
| 24 ottobre 1960 |           |                  |
| Luton Town      | 2 - 5     | Liverpool        |
| Shrewsbury Town | 2 - 2     | Swindon Town     |
| 25 ottobre 1960 |           |                  |
| Bristol City    | 3 - 0     | Aldershot        |
| Preston N.E.    | 3 - 0     | Gillingham       |
| Wrexham         | 2 - 0     | Northampton Town |
| 7 novembre 1960 |           |                  |
| Plymouth        | 2 - 1     | Torquay Utd      |

### Secondo replay
| Squadra 1       | Risultato | Squadra 2       |
| --------------- | --------- | --------------- |
| 26 ottobre 1960 |           |                 |
| Swindon Town    | 0 - 2     | Shrewsbury Town |

## Terzo turno
| Squadra 1         | Risultato | Squadra 2       |
| ----------------- | --------- | --------------- |
| 14 novembre 1960  |           |                 |
| Birmingham City   | 0 - 0     | Plymouth        |
| Darlington        | 1 - 2     | Bolton          |
| Derby County      | 1 - 4     | Norwich City    |
| 15 novembre 1960  |           |                 |
| Nottingham Forest | 2 - 1     | Bristol City    |
| Preston N.E.      | 3 - 3     | Aston Villa     |
| 16 novembre 1960  |           |                 |
| Brighton          | 0 - 2     | Wrexham         |
| Doncaster         | 0 - 7     | Chelsea         |
| Liverpool         | 1 - 2     | Southampton     |
| Shrewsbury Town   | 2 - 1     | Bradford City   |
| Tranmere          | 2 - 0     | Crewe Alexandra |
| 21 novembre 1960  |           |                 |
| Blackburn         | 2 - 1     | Rochdale        |
| Portsmouth        | 2 - 0     | Manchester City |
| 22 novembre 1960  |           |                 |
| Brentford         | 1 - 1     | Burnley         |
| 23 novembre 1960  |           |                 |
| Chesterfield      | 0 - 4     | Leeds Utd       |
| Everton           | 3 - 1     | Bury            |
| Rotherham Utd     | 2 - 0     | Bristol Rovers  |

### Replay
| Squadra 1        | Risultato | Squadra 2       |
| ---------------- | --------- | --------------- |
| 16 novembre 1960 |           |                 |
| Plymouth         | 3 - 1     | Birmingham City |
| 23 novembre 1960 |           |                 |
| Aston Villa      | 3 - 1     | Preston N.E.    |
| 6 dicembre 1960  |           |                 |
| Burnley          | 2 - 1     | Brentford       |

## Quarto turno
| Squadra 1        | Risultato | Squadra 2         |
| ---------------- | --------- | ----------------- |
| 5 dicembre 1960  |           |                   |
| Blackburn        | 1 - 1     | Wrexham           |
| Southampton      | 5 - 4     | Leeds Utd         |
| 13 dicembre 1960 |           |                   |
| Aston Villa      | 3 - 3     | Plymouth          |
| 14 dicembre 1960 |           |                   |
| Portsmouth       | 1 - 0     | Chelsea           |
| Shrewsbury Town  | 1 - 0     | Norwich City      |
| 20 dicembre 1960 |           |                   |
| Bolton           | 0 - 2     | Rotherham Utd     |
| 21 dicembre 1960 |           |                   |
| Tranmere         | 0 - 4     | Everton           |
| 10 gennaio 1961  |           |                   |
| Burnley          | 2 - 1     | Nottingham Forest |

### Replay
| Squadra 1        | Risultato   | Squadra 2   |
| ---------------- | ----------- | ----------- |
| 14 dicembre 1960 |             |             |
| Wrexham          | 3 - 1       | Blackburn   |
| 19 dicembre 1960 |             |             |
| Plymouth         | 0 - 0 (dts) | Aston Villa |

### Secondo replay
| Squadra 1       | Risultato | Squadra 2   |
| --------------- | --------- | ----------- |
| 6 febbraio 1961 |           |             |
| Plymouth        | 3 - 5     | Aston Villa |

## Quarti di finale
| Squadra 1        | Risultato | Squadra 2  |
| ---------------- | --------- | ---------- |
| 6 febbraio 1961  |           |            |
| Southampton      | 2 - 4     | Burnley    |
| 13 febbraio 1961 |           |            |
| Rotherham Utd    | 3 - 0     | Portsmouth |
| 15 febbraio 1961 |           |            |
| Shrewsbury Town  | 2 - 1     | Everton    |
| 22 febbraio 1961 |           |            |
| Aston Villa      | 3 - 0     | Wrexham    |

## Semifinali
| Squadra 1     | Totale | Squadra 2       | Andata         | Ritorno        |
| ------------- | ------ | --------------- | -------------- | -------------- |
|               |        |                 | 21 marzo 1961  | 10 aprile 1961 |
| Rotherham Utd | 4 - 3  | Shrewsbury Town | 3 - 2          | 1 - 1          |
|               |        |                 | 10 aprile 1961 | 26 aprile 1961 |
| Burnley       | 3 - 3  | Aston Villa     | 1 - 1          | 2 - 2          |

### Replay
| Squadra 1     | Risultato | Squadra 2 |
| ------------- | --------- | --------- |
| 2 maggio 1961 |           |           |
| Aston Villa   | 2 - 1     | Burnley   |

## Finale

### Andata
| Arbitro: | K. A. Collinge |

|                         |           |  |
| Kirkman 51’ Webster 55’ | Marcatori |  |

| Rotherham United | Aston Villa |

| ROTHERHAM UNITED |                 |
|                  |                 |
| 1                | Roy Ironside    |
| 2                | Peter Perry     |
| 3                | Lol Morgan      |
| 4                | Roy Lambert     |
| 5                | Peter Madden    |
| 6                | Ken Waterhouse  |
| 7                | Barry Webster   |
| 8                | Don Weston      |
| 9                | Ken Houghton    |
| 10               | Alan Kirkman    |
| 11               | Keith Bambridge |
| Manager:         |                 |
| Tom Johnston     |                 |

| ASTON VILLA |                 |
|             |                 |
| 1           | Nigel Sims      |
| 2           | Stan Lynn       |
| 3           | Gordon Lee      |
| 4           | Vic Crowe       |
| 5           | Jimmy Dugdale   |
| 6           | Alan Deakin     |
| 7           | Jimmy MacEwan   |
| 8           | Bobby Thomson   |
| 9           | Ralph Brown     |
| 10          | Ron Wylie       |
| 11          | Peter McParland |
| Manager:    |                 |
| Joe Mercer  |                 |

### Ritorno
| Arbitro: | C. W. Kingston |

|                                        |           |  |
| Burrows 67’ McParland 69’ O'Neill 109’ | Marcatori |  |

| Aston Villa | Rotherham United |

| ASTON VILLA |                  |
|             |                  |
| 1           | Geoff Sidebottom |
| 2           | John Neal        |
| 3           | Gordon Lee       |
| 4           | Vic Crowe        |
| 5           | Jimmy Dugdale    |
| 6           | Alan Deakin      |
| 7           | Jimmy MacEwan    |
| 8           | Alan O'Neill     |
| 9           | Peter McParland  |
| 10          | Bobby Thomson    |
| 11          | Harry Burrows    |
| Manager:    |                  |
| Joe Mercer  |                  |

| ROTHERHAM UNITED |                 |
|                  |                 |
| 1                | Roy Ironside    |
| 2                | Peter Perry     |
| 3                | Lol Morgan      |
| 4                | Roy Lambert     |
| 5                | Peter Madden    |
| 6                | Ken Waterhouse  |
| 7                | Barry Webster   |
| 8                | Don Weston      |
| 9                | Ken Houghton    |
| 10               | Alan Kirkman    |
| 11               | Keith Bambridge |
| Manager:         |                 |
| Tom Johnston     |                 |